# Gubbängsparken

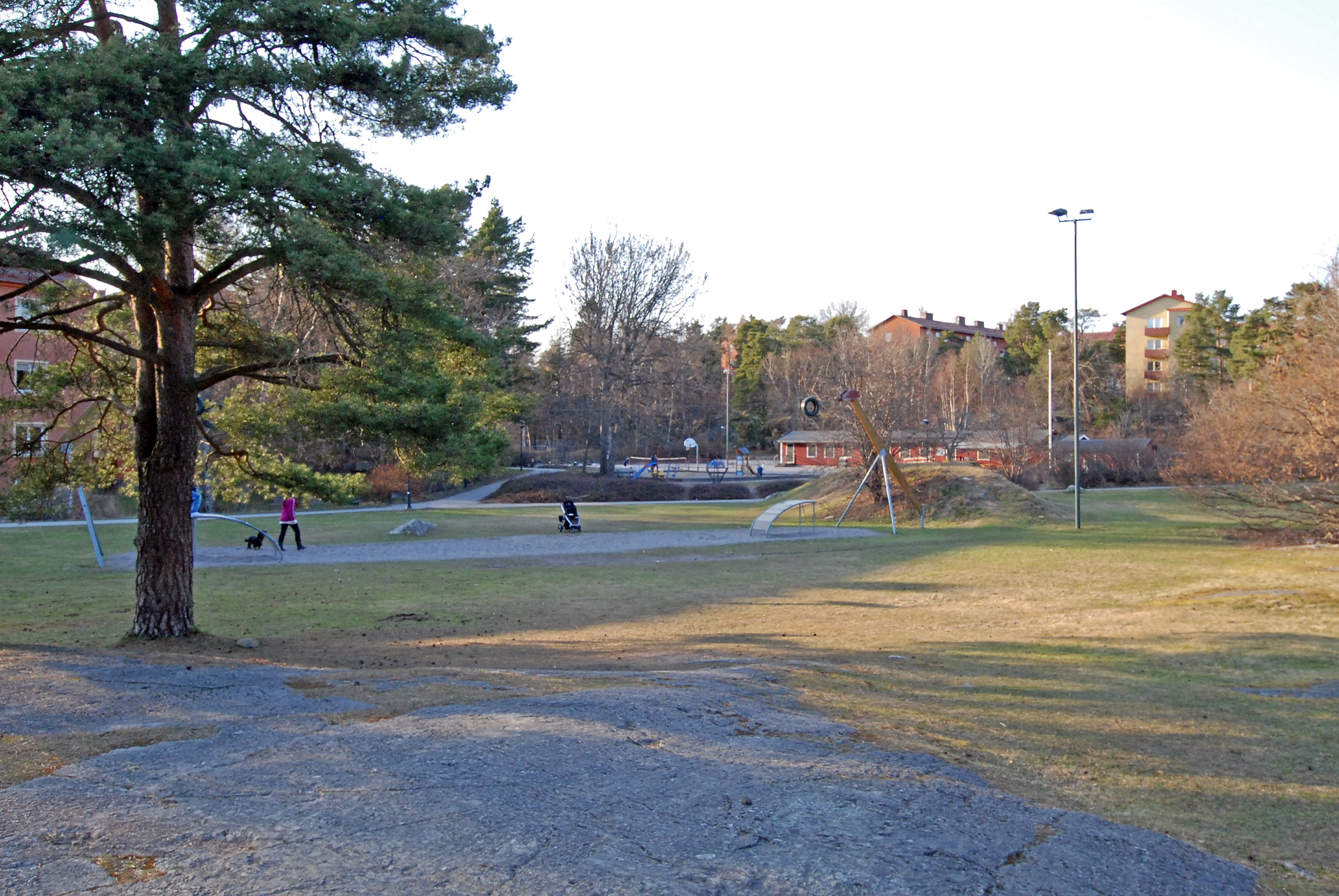
Gubbängsparken, vy från sydost

Gubbängsparken är en park i stadsdelen Gubbängen i Söderort inom Stockholms kommun. I parken finns en parklek. Parken fick sitt namn 1945. Parken, som betecknas som stadsdelspark/landskapspark, omfattar 11,7 ha.